# Rainbow CGI
 El Rainbow CGI es una subsidiaria de producción de dibujos animados, películas, cortometrajes, largometrajes y series de CGI de la empresa italiana Rainbow Srl con sede en Roma.

## Historia
Fundada en el 2006 con el objetivo de realizar largometrajes, cortometrajes y series en CGI, la Rainbow S.r.l. ha dedicado una propia rama de producción a la película realizada en CGI. Para organizar y producir la animación de las películas, la Rainbow CGI utiliza programas como Autodesk Maya, NukeX, Autodesk Mudbox y Houdini 3D ANIMATION TOOLS. Actualmente es el estudio europeo más grande en la producción de cortometrajes y largometrajes en CGI.

## Filmografía

### Series de televisión
- Winx Club (2004-presente)
- Mia and Me (coproducción) (2011)
- Regal Academy (2016)
- 44 Gatos (2018)

### Películas
- Winx Club: El secreto del reino perdido (2007, animación 3D, 85')
- Winx Club 3D: La aventura mágica (2010, animación, 3D, 87')
- Los gladiadores de Roma (2012), animación, 3D, 95')
- Winx Club: El misterio del abismo" (2014, animación 3D, 98')

- Datos: Q3929643